# Liu Zhang
Liu Zhang (Jiyu) was een krijgsheer tijdens de laatste jaren van de Han-dynastie. Hij was de zoon van Liu Yan en hij volgde hem op als gouverneur van de provincie Yi.

## Levensloop

### Vroege leven
Liu Zhang was van keizerlijke afkomst. Zijn vader Liu Yan was in 188 benoemd tot gouverneur van de provincie Yi, vanwege natuurlijke barrières was dit een provincie met relatief veel autonomie. Liu Yan had zichzelf aangeboden voor deze post omdat hij de politieke chaos in de hoofdstad Chang'an, die niet veel later zou plaatsvinden, had voorspeld. Hij consolideerde zijn positie in Yi en hij bereidde zich voor om af te splitsen van het Han-keizerrijk.
Liu Zhang en zijn twee broers hadden nog wel een post in de hoofdstad. Nadat Dong Zhuo in 190 de macht overnam via een staatsgreep werd Liu Zhang met een brief naar Yi gestuurd om Liu Yans pogingen tot autonomie te bekritiseren. Liu Yan trok zich hier niets van aan en Liu Zhang bleef bij hem in Yi. In 194 steunde Liu Yan met hulp van zijn twee zoons in Chang'an een opstand tegen de opvolgers van Dong Zhuo. De opstand mislukte en deze twee zoons kwamen om. Ditzelfde jaar stierf ook Liu Yan waardoor Liu Zhang, nu de oudste zoon, Yi erfde.

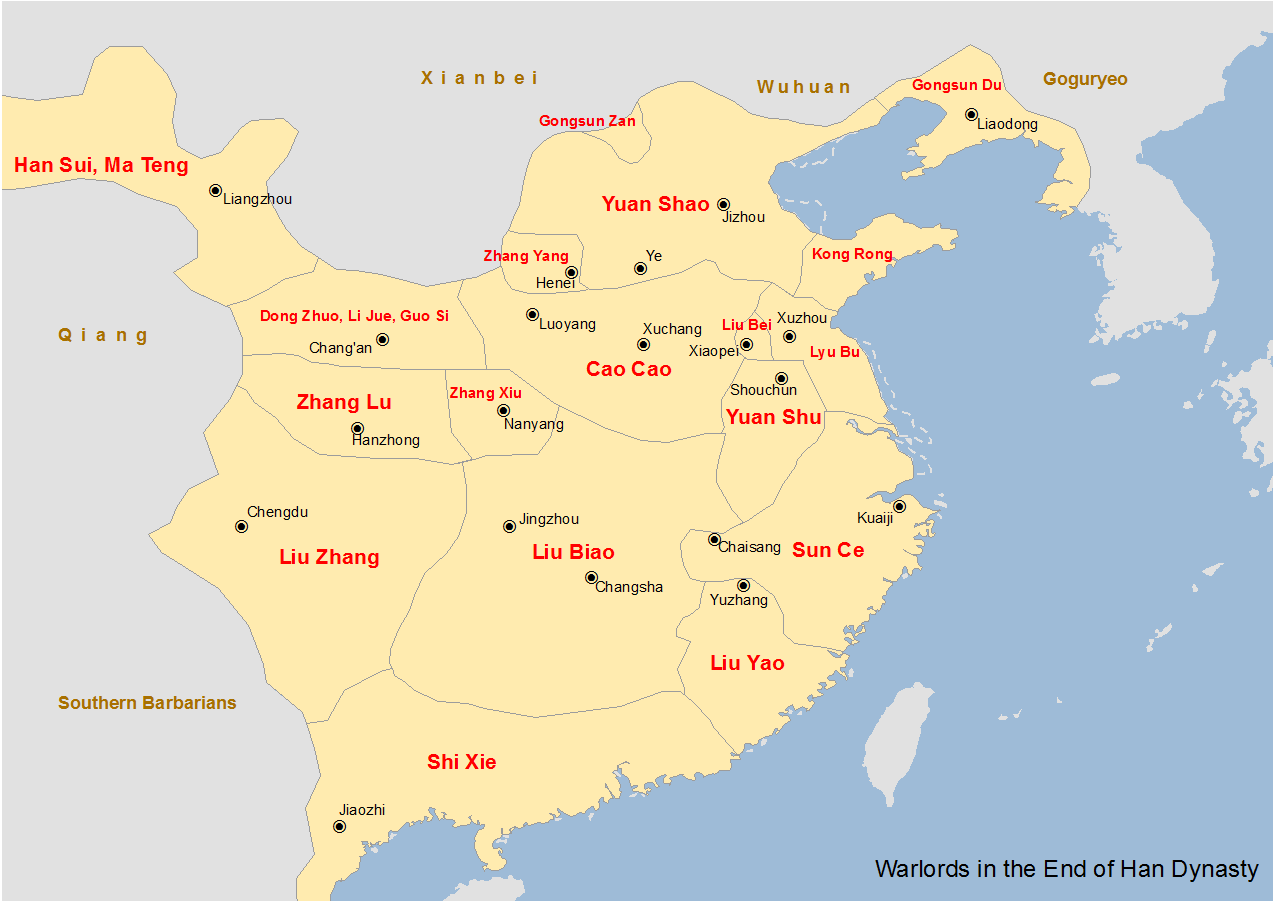
Een kaart van de Han-dynastie met de belangrijkste krijgsheren in 190

### Gouverneur van Yi
In het jaar 200 kwam Zhang Lu, die eerder trouw had gezworen aan Liu Yan, in opstand tegen Liu Zhang. Hij had het gebied rondom Hanzhong, in het noorden van Yi, onder controle. In 211 zag de situatie voor Liu Zhang er slecht uit, een machtige krijgsheer, Cao Cao, rukte op richting Zhang Lu. Liu Zhang was bang dat ze samen zijn land zouden binnenvallen. Op aanraden van zijn adviseurs nodigde hij een andere krijgsheer, Liu Bei, uit om te helpen Hanzhong terug te nemen, Liu Bei was net als Liu Zhang een afstammeling van de keizerlijke familie. Een aantal van deze adviseurs vonden dat Liu Zhang zijn staat te zwak bestuurde, ze zwoeren samen met Liu Bei om Liu Zhang af te zetten en Liu Bei tot heerser van Yi te maken. Liu Bei positioneerde zijn leger tegen de grens met Hanzhong, maar vervolgens werkte hij vooral aan het vergaren van steun voor zijn overname van Yi.
Liu Bei klaagde dat zijn troepen niet goed bevoorraad werden door Liu Zhang. In 212 wilde Liu Bei zich verplaatsen om elders Cao Cao tegen te houden, maar dit werd geweigerd door Liu Zhang. Liu Bei gebruikte dit vervolgens als excuus om Liu Zhang aan te vallen. Liu Zhang werd aangeraden de tactiek van de verschroeide aarde te gebruiken om Liu Bei's leger uit te laten hongeren. Liu Zhang weigerde omdat het volk daar te veel onder zou lijden. Liu Bei versloeg vervolgens de troepen van Liu Zhang. In 214 belegerde Liu Bei Chengdu, de hoofdstad van Yi, Liu Zhang gaf zich relatief snel over omdat hij niet wilde dat de inwoners veel onder het beleg zouden lijden. Liu Bei spaarde Liu Zhang en nam controle over Yi. Hij stuurde Liu Zhang naar zijn gebied in Jing provincie, ten oosten van Yi. Even later werd dit gebied overgenomen door de krijgsheer Sun Quan, Sun Quan herstelde Liu Zhang's titel naar Gouverneur van Yi, maar dit was de facto waardeloos. Niet lang later stierf Liu Zhang.